# Baulay
Baulay est une commune française située dans le département de la Haute-Saône, en Franche-Comté, dans la région administrative Bourgogne-Franche-Comté.

## Géographie

### Climat
Pour des articles plus généraux, voir Climat de la Bourgogne-Franche-Comté et Climat de la Haute-Saône.
En 2010, le climat de la commune est de type climat des marges montargnardes, selon une étude du Centre national de la recherche scientifique s'appuyant sur une série de données couvrant la période 1971-2000. En 2020, Météo-France publie une typologie des climats de la France métropolitaine dans laquelle la commune est dans une zone de transition entre le climat océanique altéré et le climat océanique altéré et est dans la région climatique  Lorraine, plateau de Langres, Morvan, caractérisée par un hiver rude (1,5 °C), des vents modérés et des brouillards fréquents en automne et hiver. 
Pour la période 1971-2000, la température annuelle moyenne est de 10 °C, avec une amplitude thermique annuelle de 17,3 °C. Le cumul annuel moyen de précipitations est de 999 mm, avec 12,9 jours de précipitations en janvier et 9,4 jours en juillet. Pour la période 1991-2020, la température moyenne annuelle observée sur la station météorologique de Météo-France la plus proche, « Montureux-lès-Baulay », sur la commune de Montureux-lès-Baulay à 4 km à vol d'oiseau, est de 10,9 °C et le cumul annuel moyen de précipitations est de 907,3 mm. 
La température maximale relevée sur cette station est de 40,8 °C, atteinte le 25 juillet 2019 ; la température minimale est de −25 °C, atteinte le 26 février 1986,,. 
Les paramètres climatiques de la commune ont été estimés pour le milieu du siècle (2041-2070) selon différents scénarios d'émission de gaz à effet de serre à partir des nouvelles projections climatiques de référence DRIAS-2020. Ils sont consultables sur un site dédié publié par Météo-France en novembre 2022.

## Urbanisme

### Typologie
Au 1er janvier 2024, Baulay est catégorisée commune rurale à habitat dispersé, selon la nouvelle grille communale de densité à sept niveaux définie par l'Insee en 2022.
Elle est située hors unité urbaine. Par ailleurs la commune fait partie de l'aire d'attraction de Vesoul, dont elle est une commune de la couronne,. Cette aire, qui regroupe 158 communes, est catégorisée dans les aires de 50 000 à moins de 200 000 habitants,.

### Occupation des sols
L'occupation des sols de la commune, telle qu'elle ressort de la base de données européenne d’occupation biophysique des sols Corine Land Cover (CLC), est marquée par l'importance des territoires agricoles (59,8 % en 2018), une proportion identique à celle de 1990 (59,8 %). La répartition détaillée en 2018 est la suivante : 
prairies (37,2 %), forêts (32 %), terres arables (14,8 %), zones agricoles hétérogènes (7,7 %), milieux à végétation arbustive et/ou herbacée (4,4 %), zones urbanisées (3,9 %). L'évolution de l’occupation des sols de la commune et de ses infrastructures peut être observée sur les différentes représentations cartographiques du territoire : la carte de Cassini (XVIIIe siècle), la carte d'état-major (1820-1866) et les cartes ou photos aériennes de l'IGN pour la période actuelle (1950 à aujourd'hui).

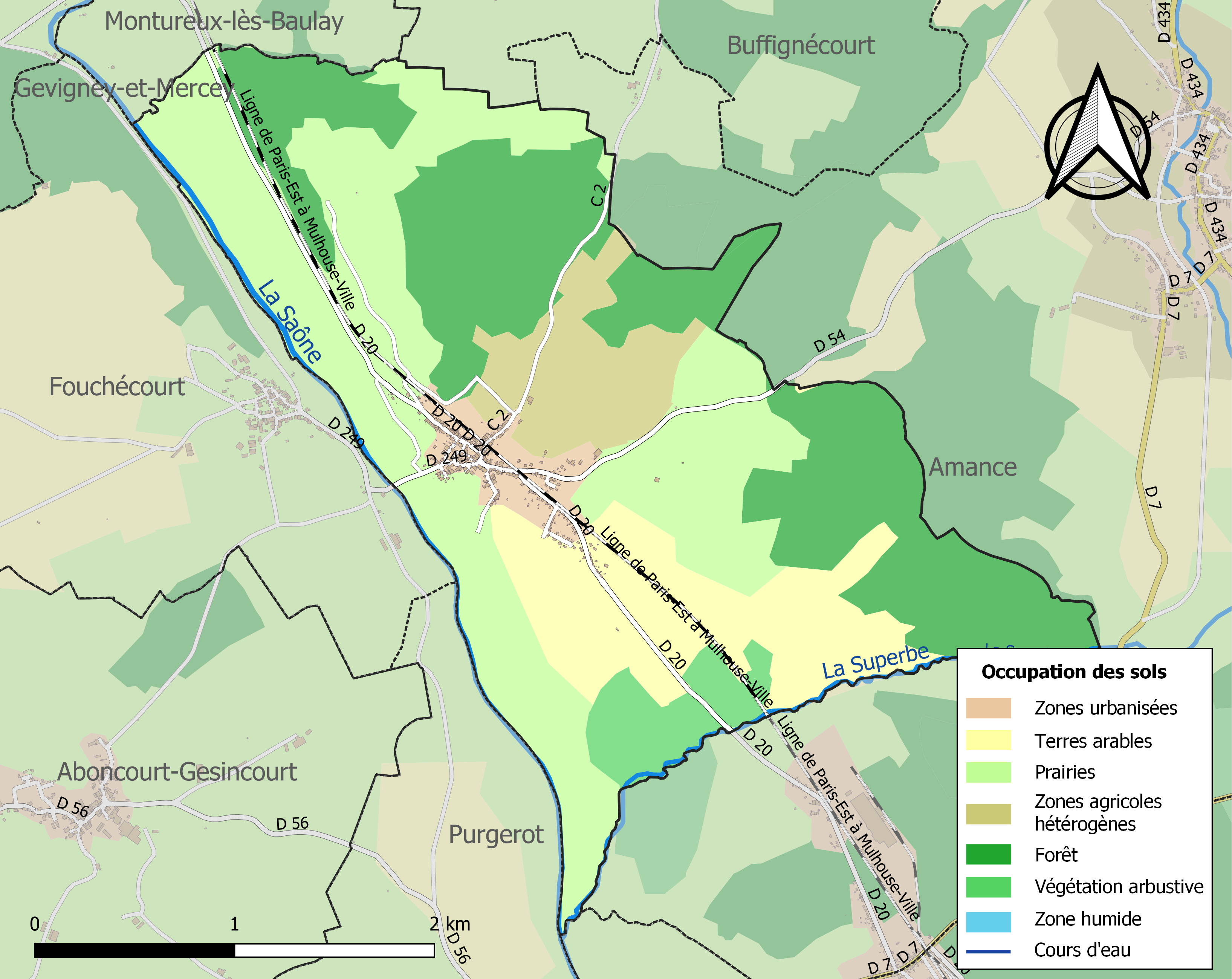
Carte des infrastructures et de l'occupation des sols de la commune en 2018 (CLC).

## Histoire
Le tracé de la voie romaine qui menait de Besançon à Charmes, dans les Vosges, traversait la Saône à Baulay non loin de lieu où se trouve le pont actuel.
Baulay était mentionné dans des textes des XIIIe et XIVe siècles, et appelé tantôt Baaler, Baler, Balar, tantôt Balay, Baulai. C'est cette dernière dénomination qui a été adoptée à partir du XVIe siècle. Le village fut incendié en 1595 par les troupes de Tremblecourt (le roi de France Henri IV étant en guerre contre le roi Philippe II d'Espagne, souverain de la Franche-Comté et chef de la Ligue catholique).
Le village venait d'être en partie relevé quand il fut détruit de fond en comble lors de la guerre de Dix Ans et tellement dépeuplé que de 1636 à 1644 on n'y vit pas une seule naissance.
Suivant la tradition, Baulay était autrefois bâtie plus loin de la Saône qu'il ne l'est aujourd'hui. Le canton de champs appelé Sainte-Bénigne aurait été l'emplacement de l’ancien village. Il y existait encore au XIXe siècle des restes de constructions.
L'église Saint-Barthélemy, paroissiale depuis le XIIe siècle, a été reconstruite en 1835, sauf le clocher qui date de 1782.
À l'entrée du cimetière, à l'extrémité Est de Baulay, le long du tracé de l'ancienne route de Faverney, la chapelle Saint-Thiébaut fut construite en 1677. Elle fut rebâtie et agrandie en 1854.
Lors de la Seconde Guerre mondiale, les résistants du Maquis 82 du général René Omnès et du maquis de Paul Pothier, firent dérailler plusieurs trains dans la tranchée de Baulay en août 1944, afin de ralentir les mouvements de l'armée allemande dans le cadre des combats de la Libération de la France,.

## Politique et administration

### Rattachements administratifs et électoraux
Baulay fait partie de l'arrondissement de Vesoul du département de la Haute-Saône, en région Bourgogne-Franche-Comté. Pour l'élection des députés, elle dépend de la première circonscription de la Haute-Saône.
La commune faisait partie depuis 1793 du canton d'Amance. Dans le cadre du redécoupage cantonal de 2014 en France, la commune fait désormais partie du canton de Port-sur-Saône.

### Intercommunalité
La commune était membre de la communauté de communes de la Saône jolie, créée en 1992.
L'article 35 de la loi no 2010-1563 du 16 décembre 2010 « de réforme des collectivités territoriales » prévoyant d'achever et de rationaliser le dispositif intercommunal en France, et notamment d'intégrer la quasi-totalité des communes françaises dans des EPCI à fiscalité propre, dont la population soit normalement supérieure à 5 000 habitants, les communautés de communes : 
- Agir ensemble ;  
- de la Saône jolie ; 
- des six villages ; 
et les communes isolées de Bourguignon-lès-Conflans, Breurey-lès-Faverney et Vilory ont été regroupées pour former le 1er janvier 2014 la communauté de communes Terres de Saône, dont est désormais membre la commune.

### Liste des maires

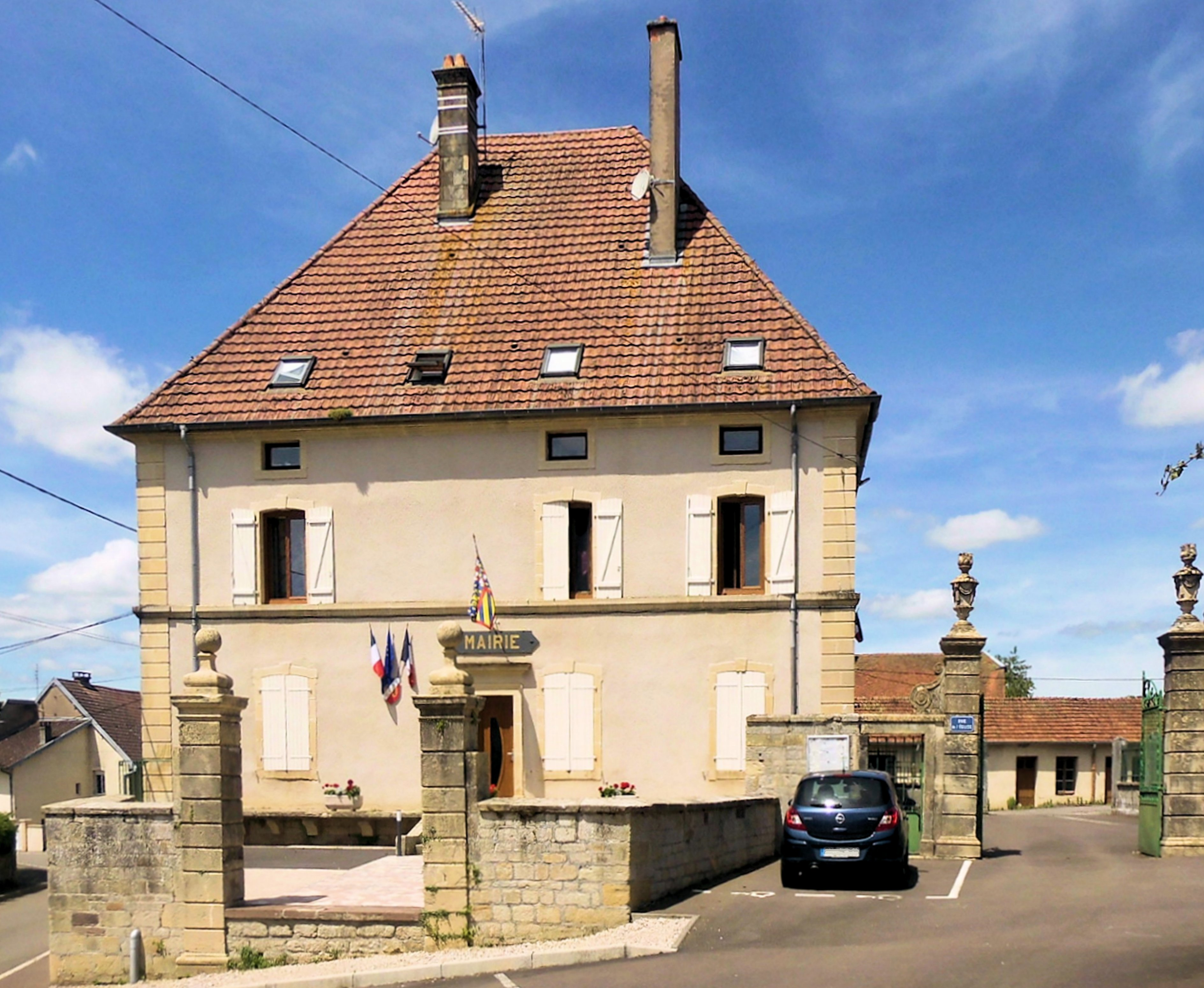
La mairie.

| Période                                  | Période                    | Identité                         | Étiquette | Qualité       |
| ---------------------------------------- | -------------------------- | -------------------------------- | --------- | ------------- |
| Les données manquantes sont à compléter. |                            |                                  |           |               |
| mars 1800                                | mars 1806                  | Jean François Dôle               |           |               |
| mars 1806                                | juin 1837                  | Claude Antoine Delaroche         |           |               |
| juin 1837                                | décembre 1860              | Claude Etienne Auguste Delaroche |           |               |
| décembre 1860                            | août 1870                  | Jean Baptiste Millot             |           |               |
| août 1870                                | juillet 1877               | Charles Demandre                 |           |               |
| juillet 1877                             | décembre 1887              | Félicien Grandhaye               |           |               |
| décembre 1887                            | mai 1900                   | Edmond Millot                    |           |               |
| mai 1900                                 |                            | Eugène Crapoix                   |           |               |
| Les données manquantes sont à compléter. |                            |                                  |           |               |
| mars 2001                                | mars 2008                  | Michel Gougeon                   |           |               |
| mars 2008                                | 2014                       | Gérard Liéval                    |           |               |
| 2014                                     | En cours (au 11 juin 2016) | Frédéric Gerard                  |           | Chef d’équipe |

## Démographie
En 2022, Baulay comptait 323 habitants. À partir du XXIe siècle, les recensements réels des communes de moins de 10 000 habitants ont lieu tous les cinq ans. Les autres « recensements » sont des estimations.
| 1793 | 1800 | 1806 | 1821 | 1831 | 1836 | 1841 | 1846 | 1851 |
| ---- | ---- | ---- | ---- | ---- | ---- | ---- | ---- | ---- |
| 621  | 630  | 634  | 690  | 710  | 702  | 703  | 635  | 621  |

| 1856 | 1861 | 1866 | 1872 | 1876 | 1881 | 1886 | 1891 | 1896 |
| ---- | ---- | ---- | ---- | ---- | ---- | ---- | ---- | ---- |
| 535  | 543  | 545  | 582  | 596  | 518  | 502  | 442  | 450  |

| 1901 | 1906 | 1911 | 1921 | 1926 | 1931 | 1936 | 1946 | 1954 |
| ---- | ---- | ---- | ---- | ---- | ---- | ---- | ---- | ---- |
| 414  | 412  | 408  | 432  | 568  | 560  | 559  | 535  | 498  |

| 1962 | 1968 | 1975 | 1982 | 1990 | 1999 | 2005 | 2006 | 2010 |
| ---- | ---- | ---- | ---- | ---- | ---- | ---- | ---- | ---- |
| 520  | 508  | 403  | 378  | 338  | 299  | 311  | 317  | 329  |

| 2015 | 2020 | 2022 | - | - | - | - | - | - |
| ---- | ---- | ---- | - | - | - | - | - | - |
| 303  | 317  | 323  | - | - | - | - | - | - |

## Culture locale et patrimoine

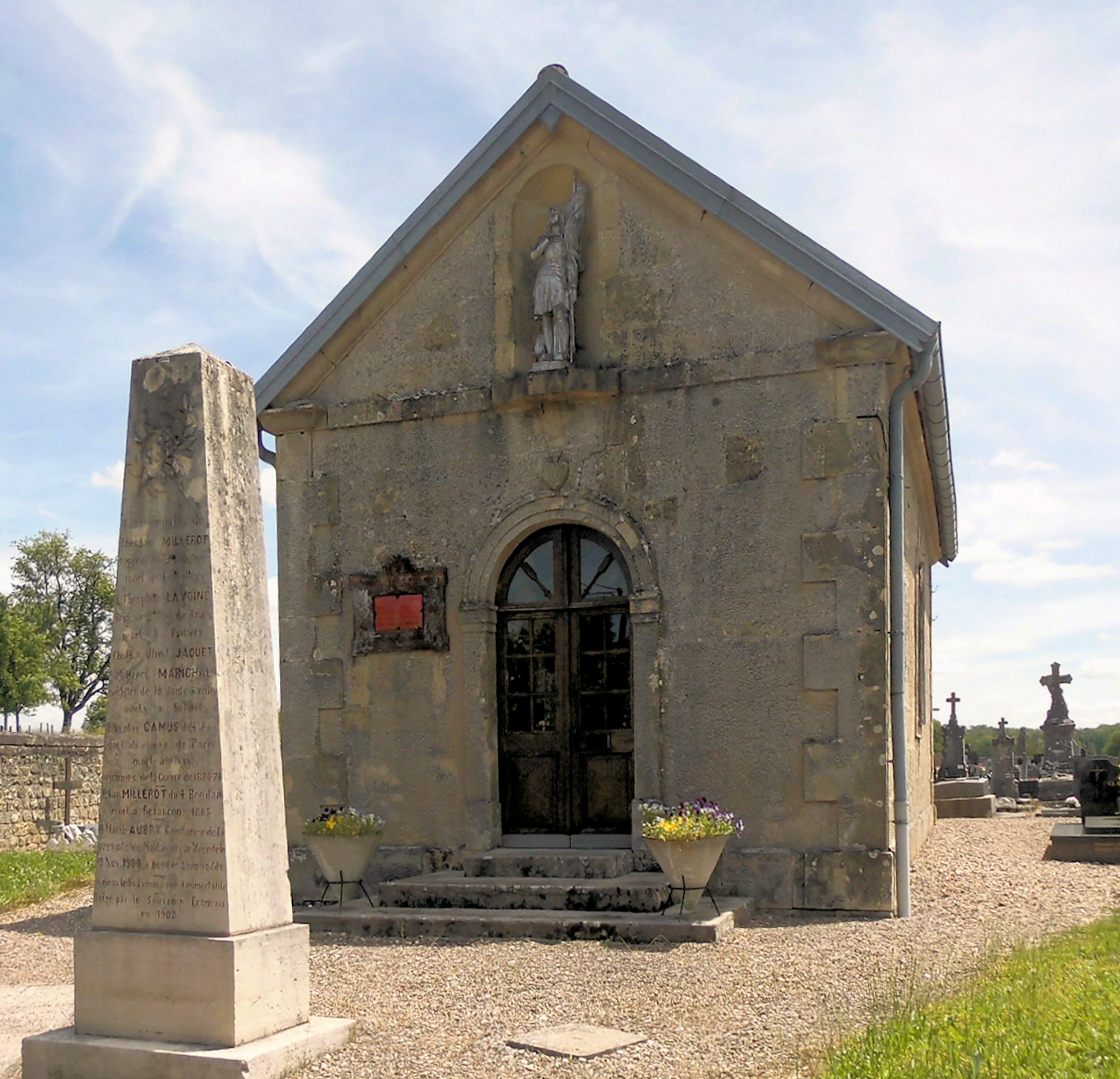
Chapelle Saint-Thiébaud.

### Lieux et monuments
- Église : située dans le diocèse de Besançon, elle est au sein de l'unité pastorale des Plateaux de Jussey. Les curés sont MM. les abbés Jean-Paul Guyot et Noël Roncet (modérateur).
- Chapelle Saint-Thiébault, érigée en 1677 grâce à la générosité de Thiébaud Fyard de Faverney et située à l'entrée du cimetière[22]. À l'intérieur, un retable qui se trouvait dans l'église du village, avant sa rénovation.
- Calvaire située derrière l'église.
- Plusieurs lavoirs et fontaines dont le lavoir « Bichette » en atrium.
- La statue de la Vierge face au 11 Grande Rue.
- Chantier de reproduction l'Hermione, bateau de guerre.

### Personnalités liées à la commune
- Jean Baptiste Cuny, colonel de la Révolution et de l'Empire ;
- Claude François Cuny, colonel de la Révolution et de l'Empire, frère du précédent.

### Héraldique
|  | Les armes de la commune se blasonnent ainsi : d’argent à la roue de moulin de gueules, chapé de sinople. |